# Ziad Abu-Amr
Ziad Abu-Amr, né le 22 janvier 1950 à Gaza, est un homme politique palestinien, membre du Conseil législatif palestinien comme indépendant.
Il poursuit des études de littérature anglaise à l'université de Damas et il est titulaire d'un Ph.D. en sciences politiques de l'université de Georgetown, il est président du Conseil des relations étrangères palestinien et a été professeur de science politique à l'université de Beir Zeit.
Il est ministre des Affaires étrangères du 17 mars 2007 au 14 juin 2007 dans le deuxième Gouvernement d'Ismaël Haniyeh. Il a occupé par le passé le poste de ministre de la Culture.